# Hoyt Corkins
Hoyt Corkins (Glenwood, 20 dicembre 1962) è un giocatore di poker statunitense, detentore di due braccialetti delle WSOP e di due titoli del WPT.

## Biografia
Ha iniziato a giocare a poker all'età di 19 anni, dopo aver ricevuto lezioni da suo padre. È noto nell'ambiente pokeristico con il soprannome di Cowboy in quanto, quando si trova ai tavoli, indossa sempre il classico cappello da cowboy e gli stivali. Tuttavia, gli sono stati affibbiati anche altri soprannomi, tra i quali Mr Move All-in da Phil Hellmuth e Nightmare da altri giocatori.
Quando gioca i tornei live, spesso indossa un paio di tappi per le orecchie per evitare di farsi distrarre dalle chiacchiere degli altri giocatori.
È padre di tre figlie: Chelsei Corkins, Brittney Corkins, e Ashley Roundtre.

## World Series of Poker
Corkins ha conquistato un braccialetto delle WSOP e 96000 $ per aver vinto nel 1992 il torneo $5,000 Pot Limit Omaha. In totale è arrivato a premi per 26 volte alle WSOP.
Nel novembre 2005, Corkins è arrivato secondo a Mike Matusow nel torneo freeroll delle World Series of Poker Tournament of Champions, ricevendo 325000 $.
Nel 2007, sempre alle WSOP, Corkins ha vinto il $2,500 6 Handed No Limit Hold Em, sconfiggendo Terrence Chan e conquistando 515000 $, oltre al braccialetto.
Al Main Event delle WSOP del 2008, Corkins ha terminato al 162º posto su 6 844 iscritti, guadagnando 41816 $.

### Bracialetti delle WSOP
| Anno | Torneo                             | Premio (US$) |
| ---- | ---------------------------------- | ------------ |
| 1992 | $5,000 Pot Limit Omaha             | 96000 $      |
| 2007 | $2,500 No-Limit Hold'em (6-handed) | 515065 $     |